# Cavalerie (droit)
Pour les articles homonymes, voir Cavalerie (homonymie).
 (février 2019).
Si vous disposez d'ouvrages ou d'articles de référence ou si vous connaissez des sites web de qualité traitant du thème abordé ici, merci de compléter l'article en donnant les références utiles à sa vérifiabilité et en les liant à la section « Notes et références ».
La cavalerie est un processus financier où de nouveaux emprunts servent sans cesse à rembourser les emprunts antérieurs. Le système s'écroule lorsque l'emprunteur n'obtient pas le énième prêt : il sait alors qu'il ne pourra pas rembourser l'emprunt précédent. La cavalerie est une tentation pour des acteurs économiques au départ honnêtes mais en butte à des difficultés qu'ils croient passagères. Si c'est bien le cas, ils pourront se tirer d'affaire et tout rembourser – et personne n'aura matière à se plaindre, ni même à s'en douter. Dans le cas contraire, la chute sera retardée mais n'en sera que plus brutale. 
Dans la cavalerie exploitée à grande échelle à des fins d'escroquerie, une vitrine fictive sert généralement à simuler des opérations commerciales aux yeux de la banque ou autre bailleur de fonds, afin de faire passer pour des gains la somme issue des nouveaux emprunts. Par cette vitrine, l'emprunteur alimente son apparence de respectabilité et de solvabilité, donc la confiance du bailleur de fonds, donc sa propension à obtenir de lui de nouveaux fonds. La technique se prête facilement à une multiplication « boule de neige » : l'escroc peut se servir de l'argent pour se présenter comme un client solvable d'un complice, qui, à son tour, obtiendra un prêt plus important, et ainsi de suite. Cela requiert une mise de fonds initiale, en argent et en respectabilité.

## Exemple
L'exemple canonique est basé sur une (fausse) entreprise qui ouvre des comptes dans deux banques. Un premier emprunt est fait dans la première banque et l'argent sert à justifier auprès de la seconde banque la possibilité de faire un nouvel emprunt (plus gros), qui sert à payer le premier emprunt, etc. Le système peut être affiné en multipliant les sociétés écrans et les bailleurs de fonds.

## Autre exemple
Une autre forme de cavalerie est basée sur les dates de valeur :
Une entreprise A, malhonnête ou en difficulté, demande à une entreprise B de lui faire un chèque d'un montant de 100, et lui fait également un chèque du même montant. Au jour d'encaissement de son chèque, l'entreprise A voit son compte crédité de 100. À cause des dates de valeur, le débit réel sur le compte de B ne sera fait que quelques jours après (2 ou 3 jours). De ce fait, de la « monnaie de singe » est créée (et créditée) sur les comptes de A et de B, qui devrait s'évaporer quelques jours plus tard, au moment du débit des comptes.
Juste avant le jour du débit, l'entreprise A (qui a utilisé ou volé les 100 crédités) fait appel à une autre entreprise C pour faire la même chose, mais avec un montant supérieur (disons 200), puisqu'il faudra couvrir le chèque de 100 fait à B.
Ce jeu continue, jusqu'à ce que l'entreprise A ne trouve plus de complice acceptant la manigance. Le système s'effondre alors.
Ce système peut même être amplifié avec les effets de commerce, payable après 30, 60 ou même 90 jours.

## Cavalerie involontaire
En crédit à la consommation, on parle de cavalerie lorsqu'un client prend un crédit à la consommation pour en rembourser un autre qu'il n'arrive plus à rembourser. En général, le nouveau crédit pris est plus cher que le premier, puisque plus facile à contracter (par exemple, un crédit renouvelable). Le client entre alors dans une spirale négative : le second crédit n'est pas mieux remboursé que le premier, et le client est alors tenté de poursuivre la cavalerie, en trouvant un nouveau crédit à la consommation pour éponger le second. Ce procédé peut entraîner la banqueroute du client, sa faillite personnelle.